# Henri Paternoster
Henri Paternoster (Etterbeek, 9 de enero de 1908-Bruselas, 30 de septiembre de 2007) fue un deportista belga que compitió en esgrima, especialista en la modalidad de florete. Participó en dos Juegos Olímpicos de Verano en los años 1936 y 1948, obteniendo una medalla de bronce en Londres 1948 en la prueba por equipos.

## Palmarés internacional
| Juegos Olímpicos | Juegos Olímpicos      | Juegos Olímpicos  | Juegos Olímpicos    |
| Año              | Lugar                 | Medalla           | Prueba              |
| ---------------- | --------------------- | ----------------- | ------------------- |
| 1948             | Londres (Reino Unido) | Medalla de bronce | Florete por equipos |